# Rochefort-en-Yvelines
Rochefort-en-Yvelines és un municipi francès, situat al departament d'Yvelines i a la regió de Illa de França. L'any 2007 tenia 933 habitants.
Forma part del cantó de Rambouillet, del districte de Rambouillet i de la Comunitat d'aglomeració Rambouillet Territoires.

## Demografia

### Població
El 2007 la població de fet de Rochefort-en-Yvelines era de 933 persones. Hi havia 364 famílies, de les quals 82 eren unipersonals (47 homes vivint sols i 35 dones vivint soles), 133 parelles sense fills, 129 parelles amb fills i 20 famílies monoparentals amb fills.
La població ha evolucionat segons el següent gràfic:
Habitants censats

### Habitatges
El 2007 hi havia 454 habitatges, 369 eren l'habitatge principal de la família, 39 eren segones residències i 45 estaven desocupats. 358 eren cases i 94 eren apartaments. Dels 369 habitatges principals, 285 estaven ocupats pels seus propietaris, 75 estaven llogats i ocupats pels llogaters i 9 estaven cedits a títol gratuït; 17 tenien una cambra, 31 en tenien dues, 41 en tenien tres, 39 en tenien quatre i 241 en tenien cinc o més. 266 habitatges disposaven pel capbaix d'una plaça de pàrquing. A 112 habitatges hi havia un automòbil i a 239 n'hi havia dos o més.

### Piràmide de població
La piràmide de població per edats i sexe el 2009 era:
| Homes | Edats   | Dones |
| ----- | ------- | ----- |
| 4     | 95 o +  | 0     |
| 0     | 90 a 94 | 8     |
| 0     | 85 a 89 | 0     |
| 0     | 80 a 84 | 0     |
| 12    | 75 a 79 | 16    |
| 4     | 70 a 74 | 4     |
| 12    | 65 a 69 | 24    |
| 20    | 60 a 64 | 8     |
| 12    | 55 a 59 | 32    |
| 36    | 50 a 54 | 28    |
| 32    | 45 a 49 | 32    |
| 44    | 40 a 44 | 32    |
| 12    | 35 a 39 | 28    |
| 40    | 30 a 34 | 40    |
| 28    | 25 a 29 | 24    |
| 20    | 20 a 24 | 24    |
| 20    | 15 a 19 | 12    |
| 16    | 10 a 14 | 28    |
| 28    | 5 a 9   | 20    |
| 24    | 0 a 4   | 48    |

## Economia
El 2007 la població en edat de treballar era de 630 persones, 490 eren actives i 140 eren inactives. De les 490 persones actives 467 estaven ocupades (257 homes i 210 dones) i 23 estaven aturades (10 homes i 13 dones). De les 140 persones inactives 43 estaven jubilades, 44 estaven estudiant i 53 estaven classificades com a «altres inactius».

### Ingressos
El 2009 a Rochefort-en-Yvelines hi havia 374 unitats fiscals que integraven 969 persones, la mediana anual d'ingressos fiscals per persona era de 32.238 €.

### Activitats econòmiques
Dels 66 establiments que hi havia el 2007, 1 era d'una empresa extractiva, 2 d'empreses alimentàries, 1 d'una empresa de fabricació d'altres productes industrials, 4 d'empreses de construcció, 12 d'empreses de comerç i reparació d'automòbils, 5 d'empreses d'hostatgeria i restauració, 3 d'empreses d'informació i comunicació, 5 d'empreses financeres, 5 d'empreses immobiliàries, 18 d'empreses de serveis, 2 d'entitats de l'administració pública i 8 d'empreses classificades com a «altres activitats de serveis».
Dels 11 establiments de servei als particulars que hi havia el 2009, 1 era un taller de reparació d'automòbils i de material agrícola, 1 fusteria, 1 lampisteria, 2 empreses de construcció, 1 perruqueria, 4 restaurants i 1 agència immobiliària.
Dels 3 establiments comercials que hi havia el 2009, 1 era una botiga de menys de 120 m² i 2 botigues de mobles.

## Equipaments sanitaris i escolars
El 2009 hi havia una escola elemental integrada dins d'un grup escolar amb les comunes properes formant una escola dispersa.

## Poblacions més properes
El següent diagrama mostra les poblacions més properes.